# ماكدونيل تي دي 2 دي كاتي ديد
ماكدونيل تي دي 2 دي كاتي ديد  (بالإنجليزية: McDonnell TD2D Katydid)‏ هي طائرة دون طيار أنتجت في 1942 بالولايات المتحدة. من صناعة طائرات ماكدونل. كان أول طيران لها في 1942.